# Chemin de fer secondaire
Un chemin de fer secondaire est une ligne ou un réseau de chemin de fer qui ne fait pas partie du réseau ferré principal de par ses caractéristiques juridiques et/ou techniques.

## Étymologie et définition

### Étymologie
De "chemin de fer" et "secondaire".

### Définition
1. Au sens large, catégorie de lignes et réseaux de chemin de fer qui ne font pas partie du réseau ferroviaire principal en raison de leurs caractéristiques juridiques ou techniques.
2. Au sens strict, usage courant, ligne ou réseau de chemin de fer en service voyageur ou fret qui ne fait pas partie du réseau ferroviaire principal.

## Description
La notion de chemin de fer secondaire désigne une catégorie de lignes et réseaux de chemin de fer qui ne font pas partie du réseau ferré principal. On y regroupe :
- Les chemins de fer secondaires au sens strict, la plupart étant à voie étroite

1. les chemins de fer à voie étroite en service voyageur et/ou fret.
2. les chemins de fer à voie normale en service voyageur et/ou fret pouvant être incompatibles avec le réseau ferré principal ou compatibles à un certain degré et généralement placés sous un régime juridique (et technique) simplifié par rapport à ce dernier.

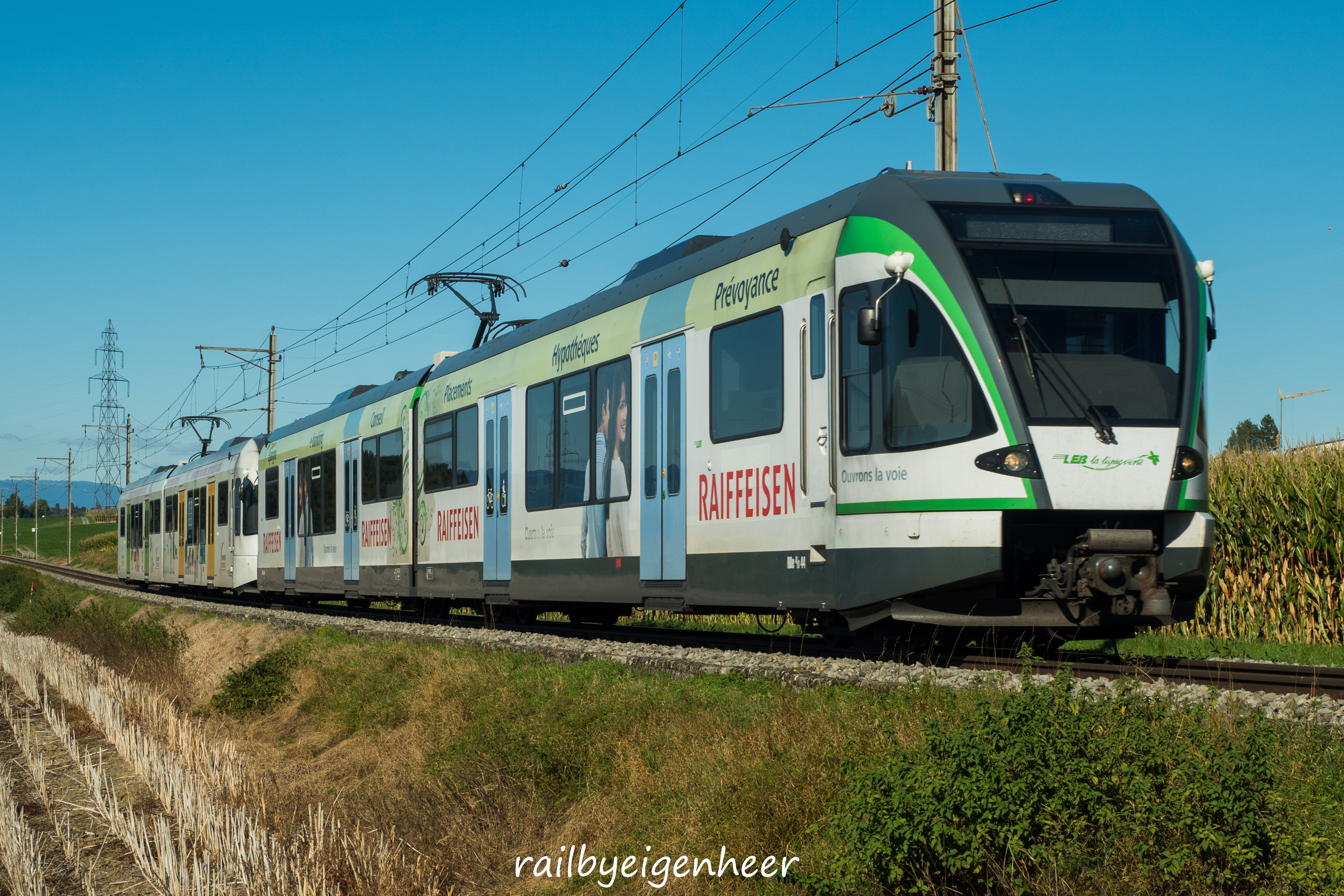
Chemin de fer secondaire à voie métrique Lausanne – Bercher.
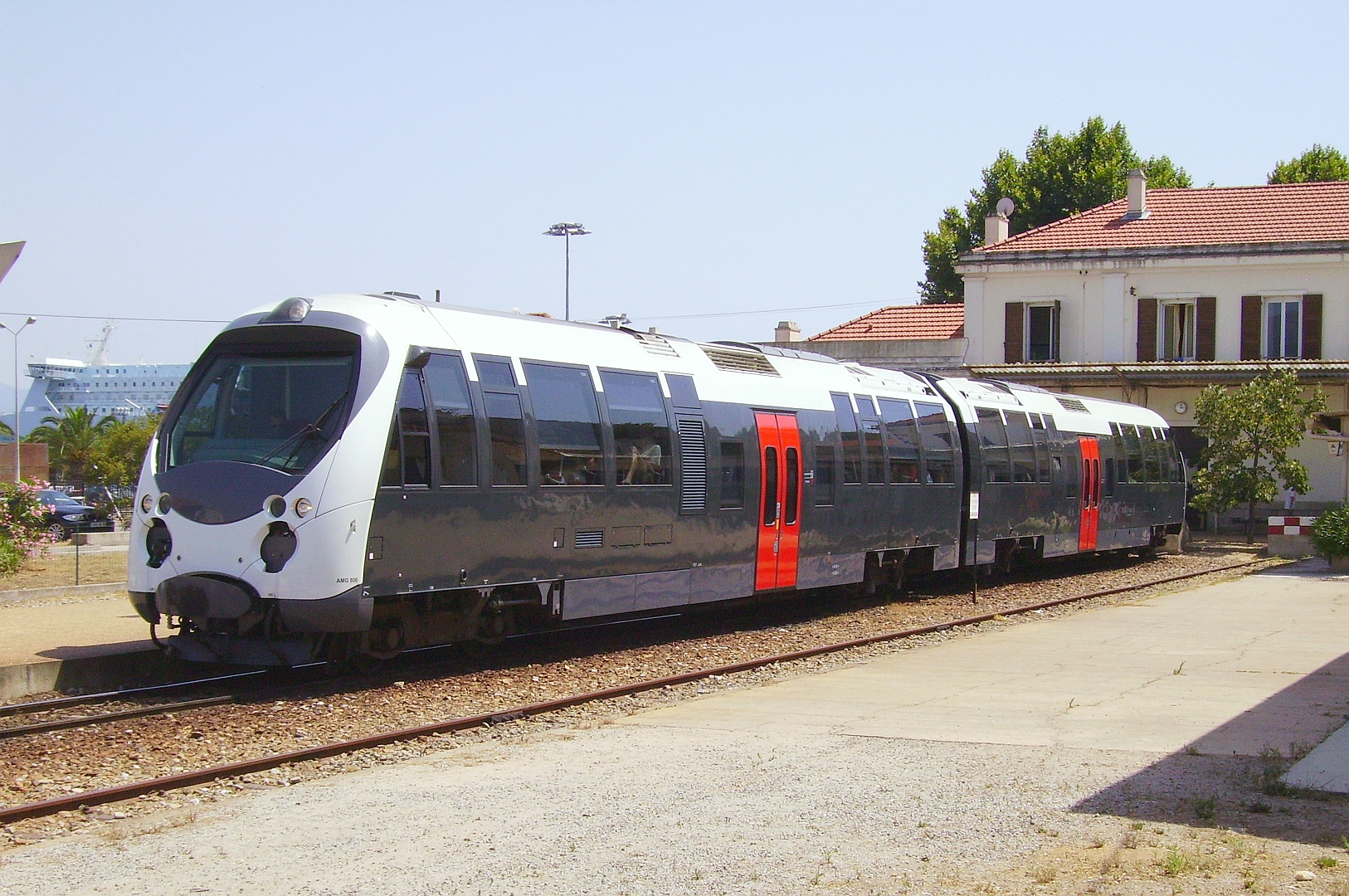
Chemin de fer secondaire à voie métrique de Corse.
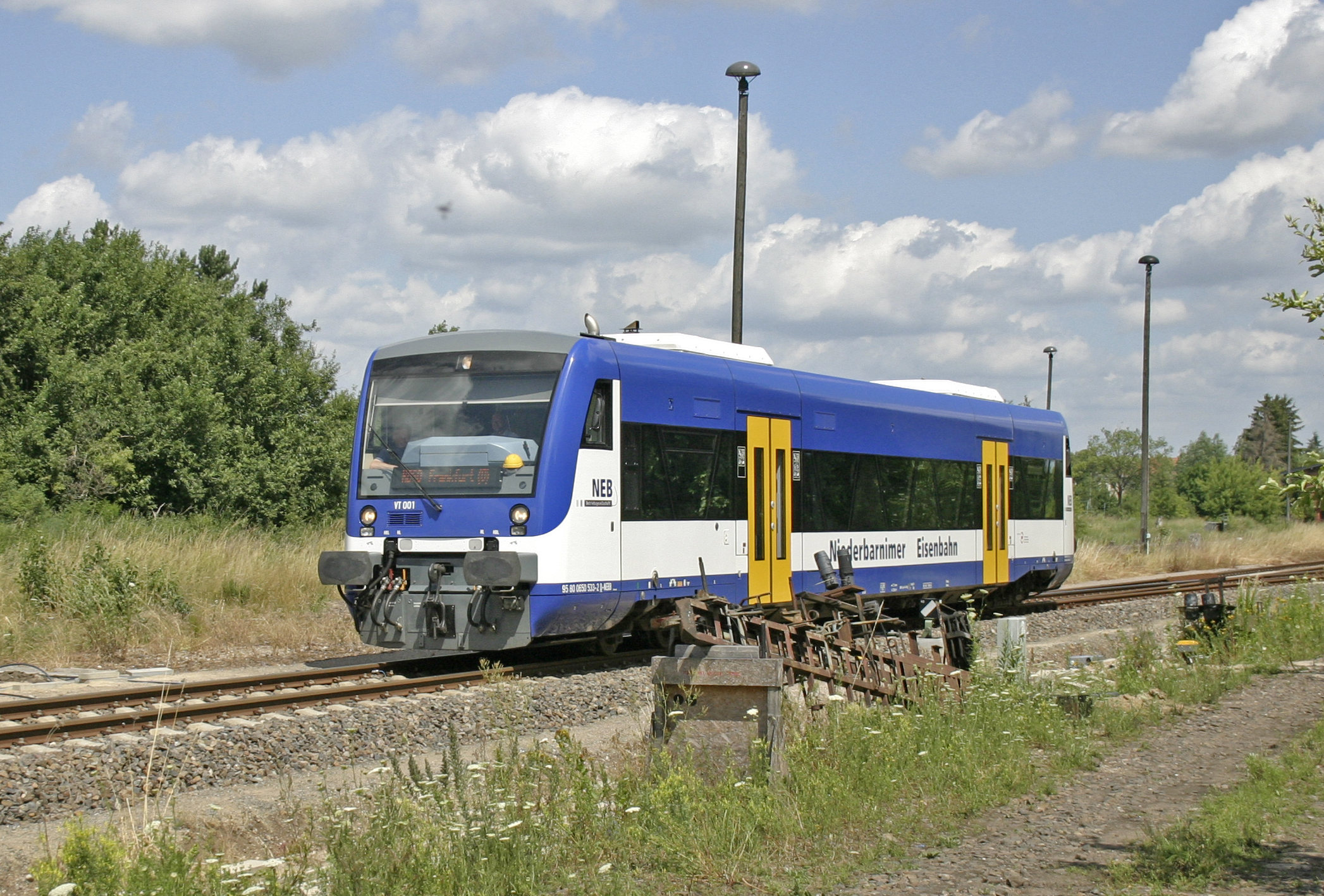
Ligne ferroviaire Eberswalde - Frankfurt (Oder) (de) sur une partie dite secondaire "Nebenbahn".

- Les divers modes ne faisant pas partie du réseau ferroviaire principal mais dont les caractéristiques techniques les différencient des chemins de fer secondaires au sens strict, on retient dans cette catégorie

1. les chemins de fer à crémaillère.
2. les chemins de fer touristiques à voie normale[a] ou étroite.
3. les funiculaires.
4. les métros.
5. les métros légers.
6. les prémétros.
7. les tramways.

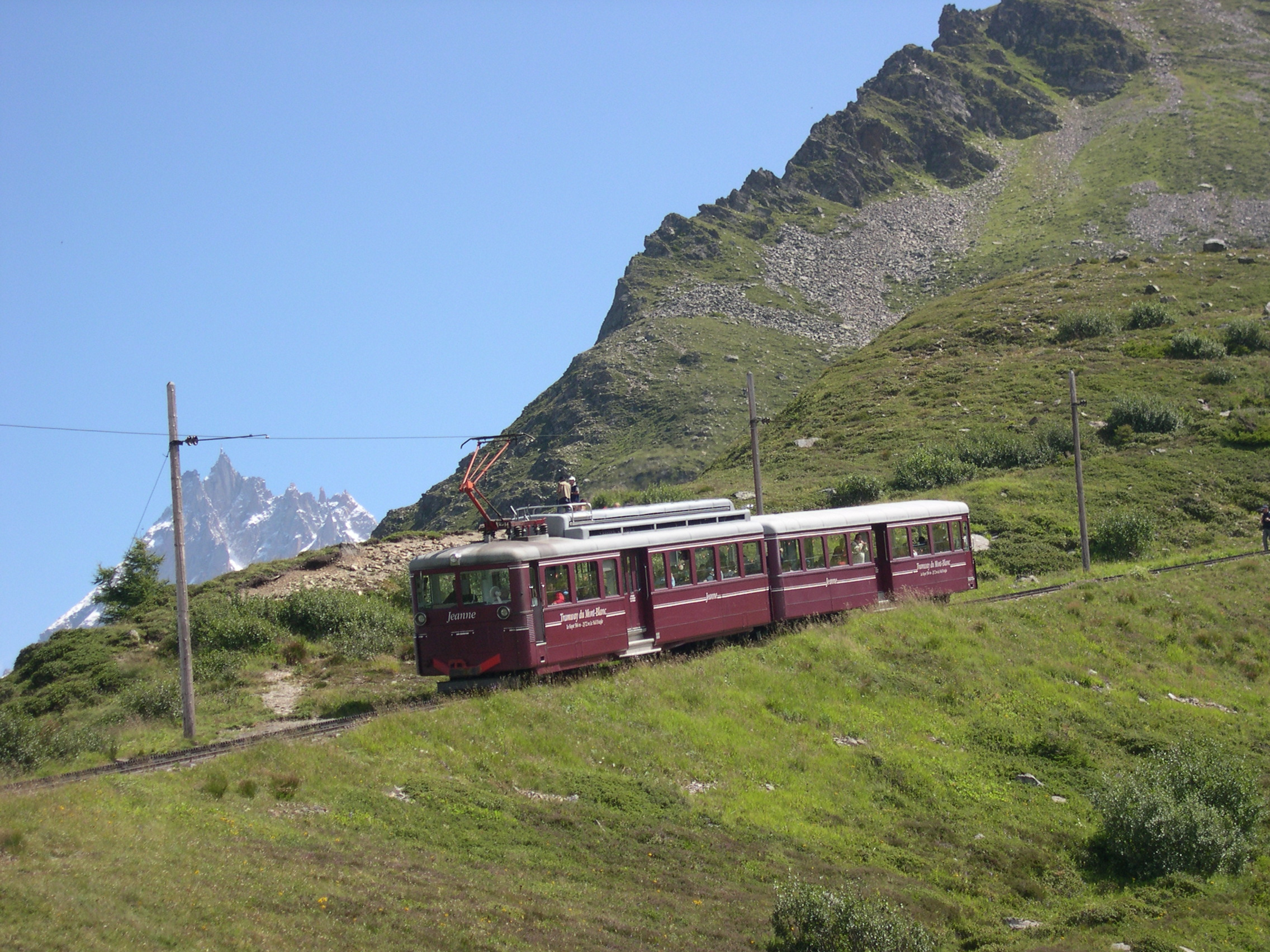
Chemin de fer à crémaillère du Mont-Blanc.
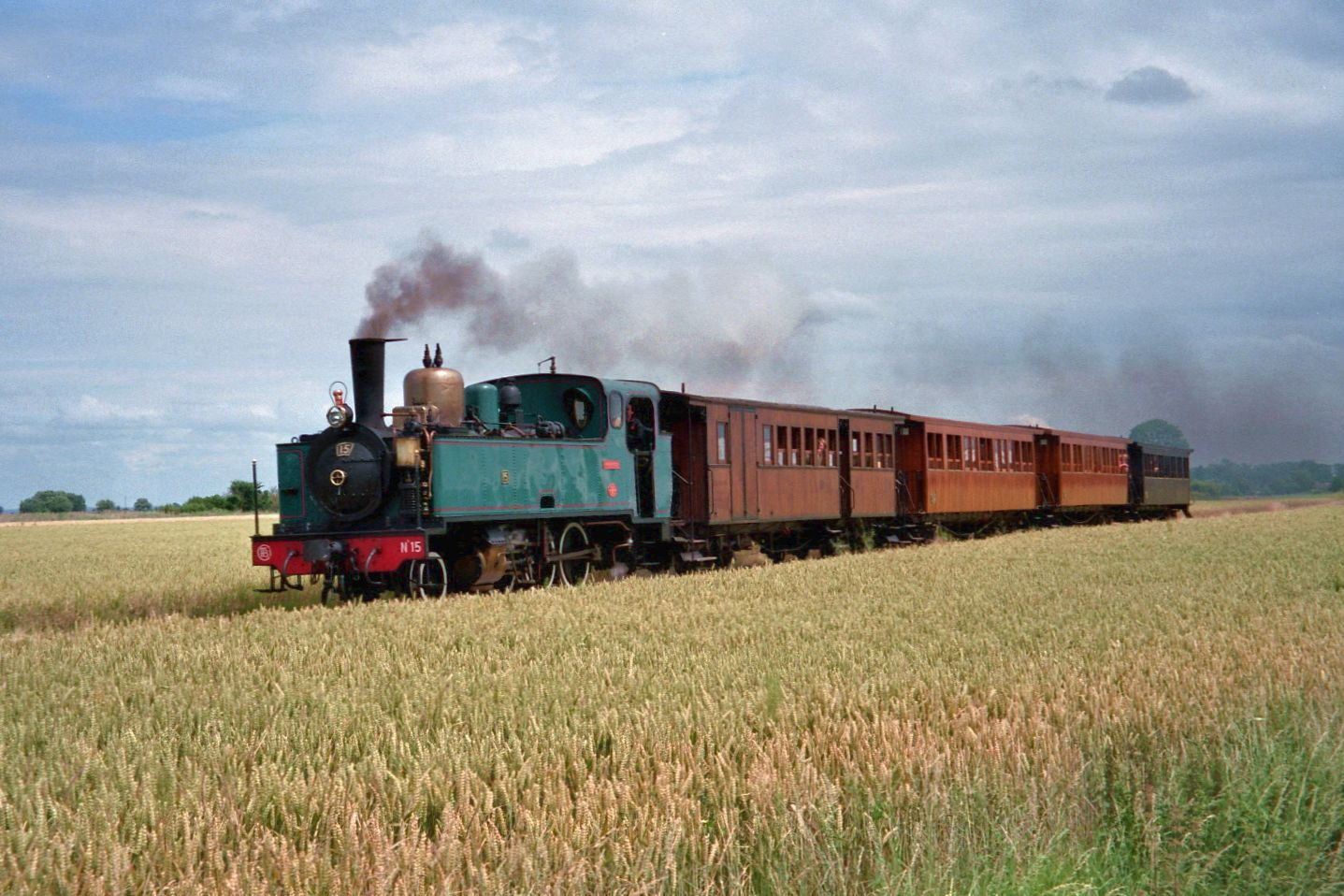
Chemin de fer touristique à voie métrique de la Baie de Somme.
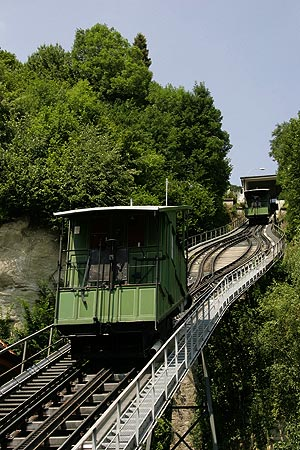
Funiculaire de Fribourg.
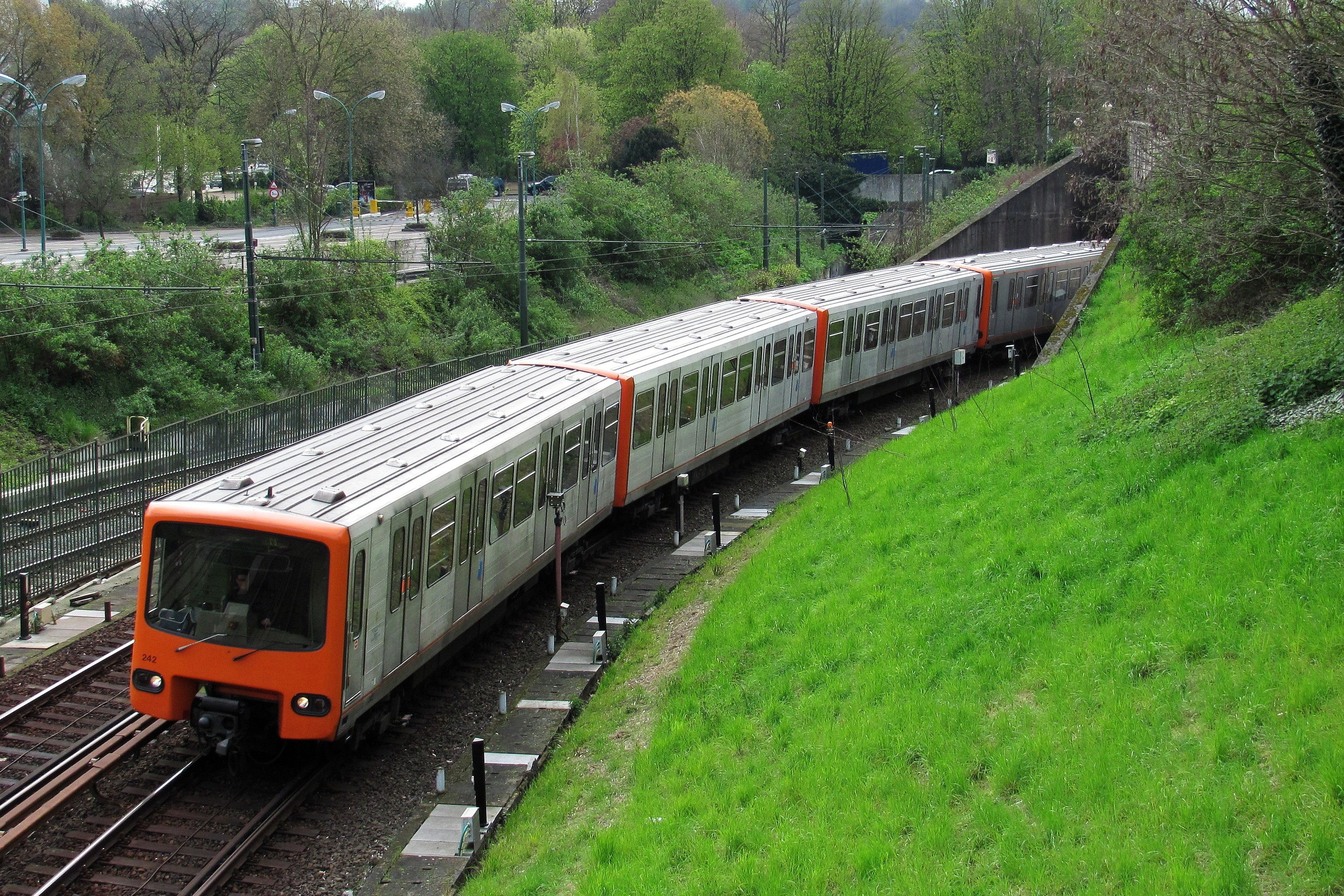
Métro de Bruxelles.
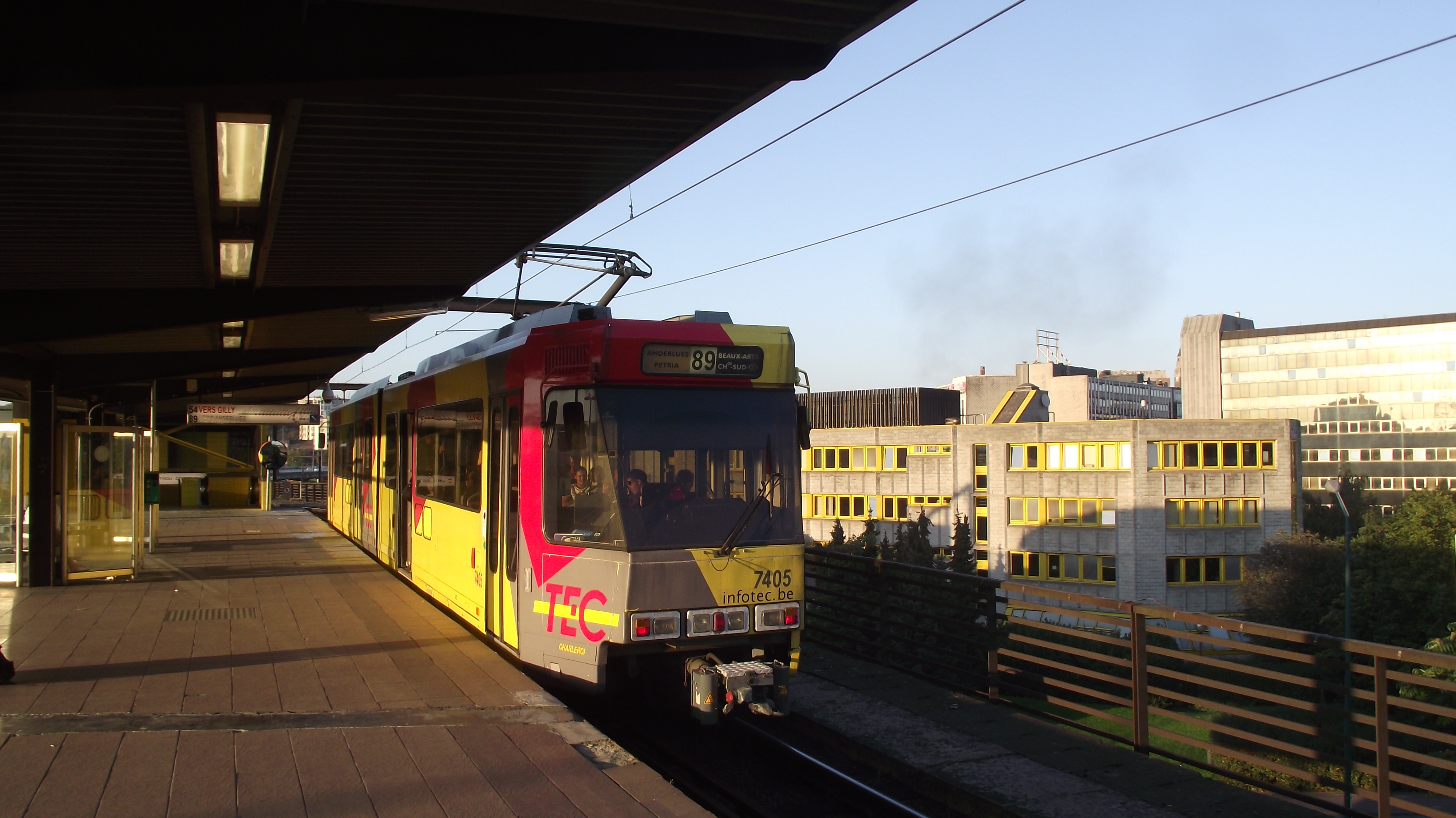
Métro léger de Charleroi.
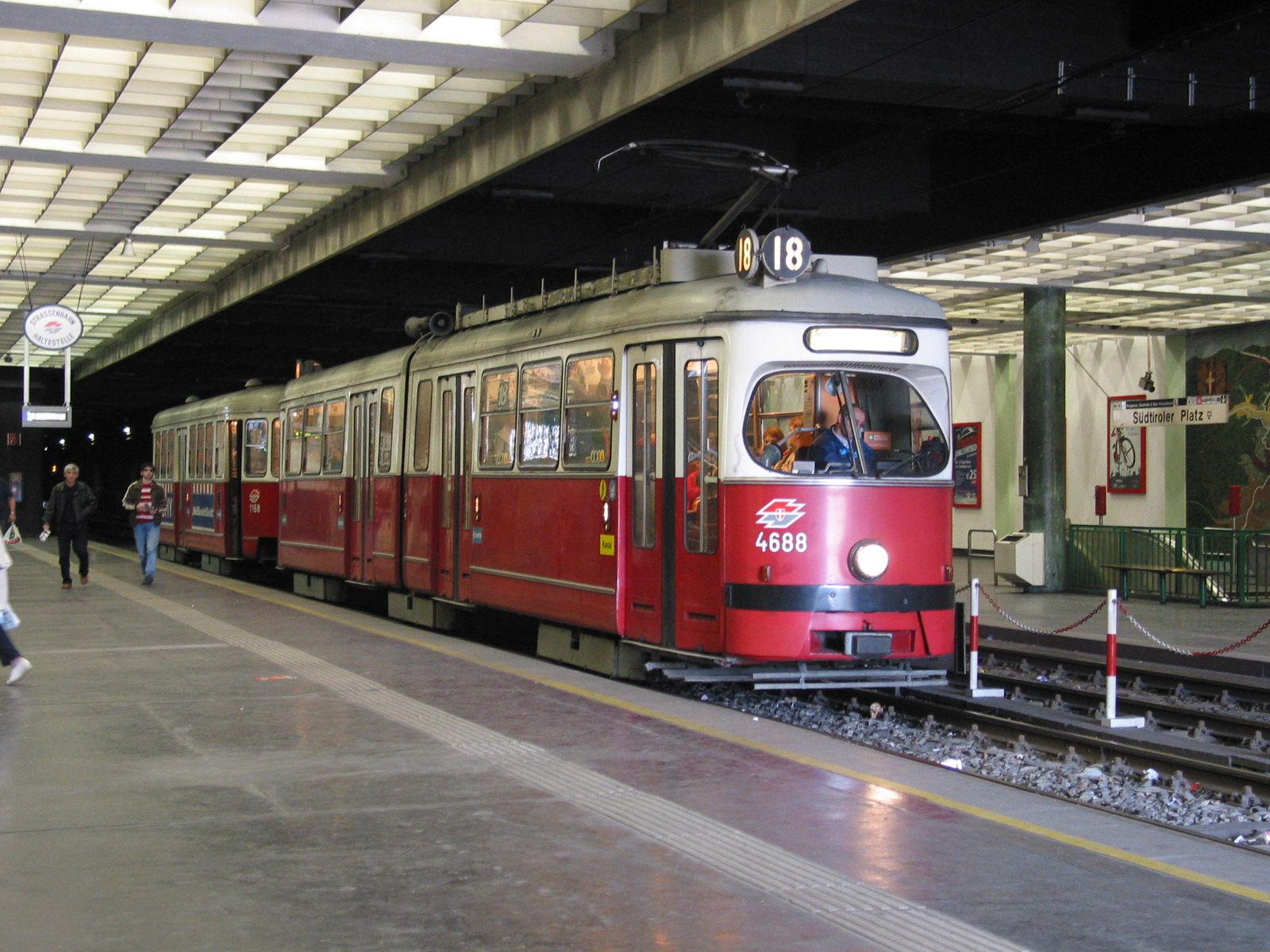
Prémétro de Vienne.
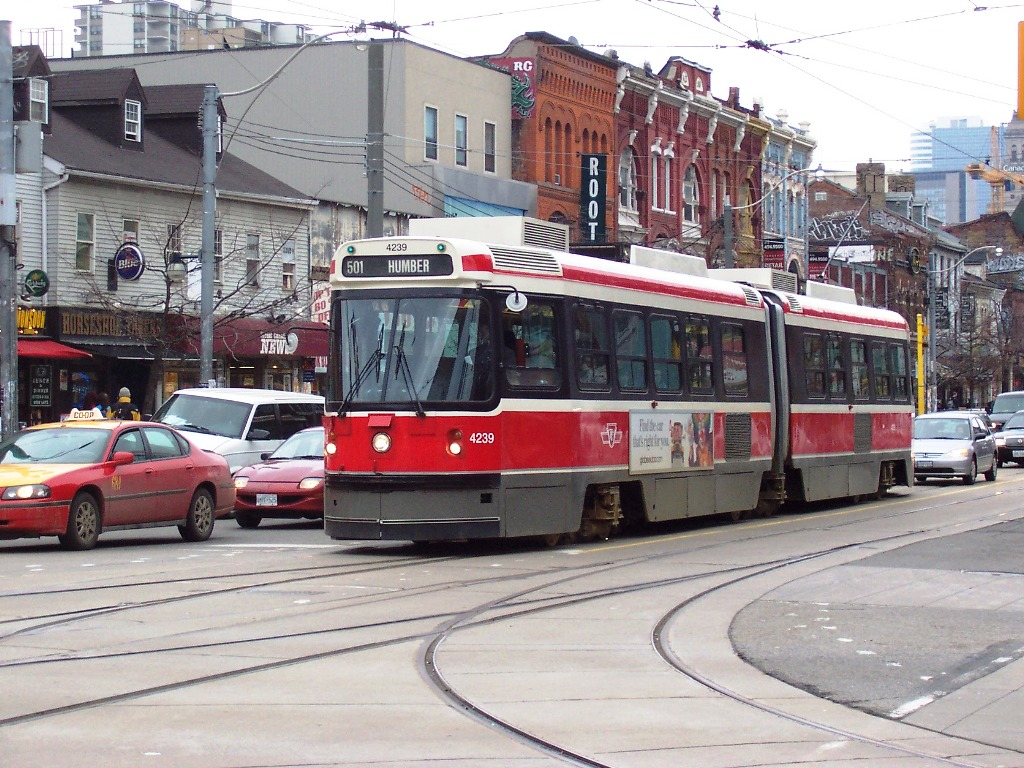
Tramway de Toronto.

## Cadre juridique

### Allemagne
La législation allemande différencie 3 groupes de chemins de fer secondaires au travers des 3 textes encadrant les chemins de fer. L'Eisenbahn-Bau- und Betriebsordnung für Schmalspurbahnen (ESBO) (« Loi sur la construction et l’exploitation des chemins de fer à voie étroite ») encadre l'ensemble des chemins de fer à voie étroite, la Verordnung über den Bau und Betrieb der Straßenbahnen (BOStrab) (« Loi sur la construction et l’exploitation des tramways ») encadre l'ensemble des dérivés du chemin de fer secondaire (métros, métros légers, prémétros, tramways),. Enfin, l'Eisenbahn-Bau- und Betriebsordnung (« Loi sur la construction et l’exploitation des chemins de fer ») §1 (2) encadre le grand chemin de fer mais distingue les Hauptbahnen (« lignes principales ») des Nebenbahnen (« lignes secondaires »), ces dernières sont des lignes à voie normale généralement compatibles à un certain degré avec le réseau ferré principal mais placées sous un régime juridique particulier simplifiant fortement l'infrastructure et l'exploitation.

### Autriche
La loi autrichienne Eisenbahngesetz 1957 (EisbG) (« Loi sur le chemin de fer de 1957 ») Partie 1 §1 définit les Nebenbahnen (« lignes secondaires ») comme des lignes de transport public n'étant ni des Hauptbahnen (« lignes principales ») ni des tramways.

### France
En France, le décrêt STPG du 9 mai 2003 place sous l'autorité du Service technique des remontées mécaniques et des transports guidés (SRTMTG) les transports guidés urbains (tramways, métros...), les funiculaires, les chemins de fer secondaires (au sens strict), les chemins de fer touristiques ne relevant pas du réseau ferré national et les chemins de fer à crémaillère,.

### Royaume-Uni
Les chemins de fer secondaires britanniques (les « light railways »), notamment à voie normale, bénéficient d'un régime juridique sensiblement moins onéreux, mis en place successivement par la Regulation of Railways Act 1868 puis la Light Railways Act 1896. À ce titre les light railways (souvent à voie normale surtout dans le cas de ceux construits sous le régime de la loi de 1896) purent, en principe, éviter la procédure coûteuse et chronophage du vote d'une loi autorisant la construction d'une ligne de chemin de fer, en instituant des commissaires (les « light railway commissioners ») chargés d'étudier les dossiers et, le cas échéant, d'en autoriser la construction par acte administratif. Certaines sources laissent toutefois entendre que la loi de 1896 ne fut pas aussi réussie que l'on n'espérât, en raison tantôt de l'attachment de la commission aux normes élevées du réseau ferré ordinaire tantôt  à cause de la réticence de la même commission à autoriser la construction de lignes pouvant éventuellement entrer en concurrence avec des lignes existantes.